# Hoymille
Hoymille (niederländisch Hooimille) ist eine französische Gemeinde mit 3206 Einwohnern (Stand: 1. Januar 2022) im Département Nord in der Region Hauts-de-France. Sie gehört zum Arrondissement Dunkerque, zum Kanton Wormhout und zum Gemeindeverband Hauts de Flandre. Die Einwohner werden Hoymillois genannt.

## Geografie
Die Gemeinde Hoymille liegt in der Landschaft Pays Moulins de Flandre im äoßersten Norden Frankreichs, acht Kilometer südöstlich von Dünkirchen und zwölf Kilometer westlich der Grenze zu Belgien. Umgeben wird Hoymille von den Nachbargemeinden Téteghem im Norden, Warhem im Osten, Quaëdypre im Süden, Bergues im Westen sowie Téteghem-Coudekerque-Village im Nordwesten.

## Bevölkerungsentwicklung
| Jahr                       | 1962 | 1968 | 1975 | 1982 | 1990 | 1999 | 2006 | 2013 | 2020 |
| Einwohner                  | 385  | 545  | 2042 | 3142 | 3256 | 3097 | 3050 | 3247 | 3185 |
| Quellen: Cassini und INSEE |      |      |      |      |      |      |      |      |      |

Der massive Ausbau zum Wohnvorort für die Stadt Bergues in den 1970er Jahren führte fast zu einer Verzehnfachung der Einwohnerzahl binnen weniger Jahre.

## Sehenswürdigkeiten
- Kirche Saint-Gérard, erbaut 1907/08, Ausstattung aus dem 18. und 19. Jahrhundert

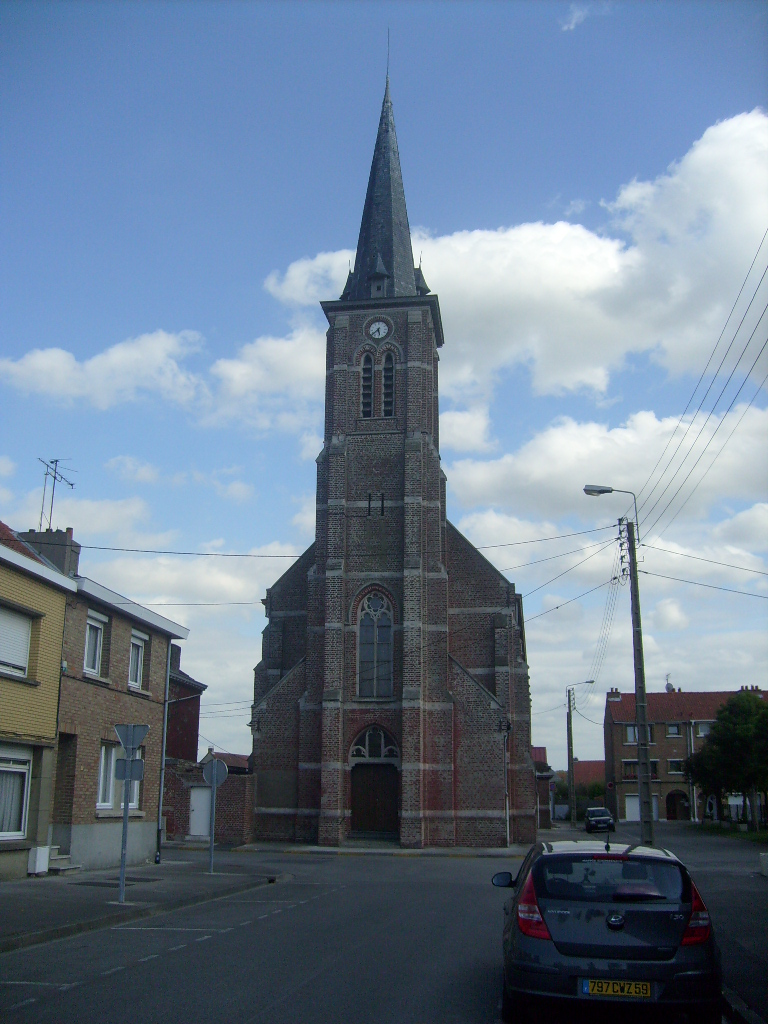
Kirche Saint-Gérard